# Molophilus belone
Molophilus belone är en tvåvingeart som beskrevs av Alexander 1961. Molophilus belone ingår i släktet Molophilus och familjen småharkrankar. Inga underarter finns listade i Catalogue of Life.